# 8e étape du Tour d'Espagne 2014
La 8e étape du Tour d'Espagne 2014 s'est déroulée le samedi 30 août 2014 entre les villes de Baeza et Albacete sur une distance de 207 km.

## Résultats

### Classement de l'étape
|    | Coureur           | Pays      | Équipe                  |    | Temps          |
| -- | ----------------- | --------- | ----------------------- | -- | -------------- |
| 1  | Nacer Bouhanni    | France    | FDJ.fr                  | en | 4 h 29 min 0 s |
| 2  | Michael Matthews  | Australie | Orica-GreenEDGE         |    | m.t            |
| 3  | Peter Sagan       | Slovaquie | Cannondale              |    | m.t            |
| 4  | John Degenkolb    | Allemagne | Giant-Shimano           |    | m.t            |
| 5  | Gregory Henderson | Australie | Lotto-Belisol           |    | m.t            |
| 6  | Robert Wagner     | Allemagne | Belkin                  |    | m.t            |
| 7  | Kristian Sbaragli | Italie    | MTN-Qhubeka             |    | m.t            |
| 8  | Roberto Ferrari   | Italie    | Lampre-Merida           |    | m.t            |
| 9  | Tom Boonen        | Belgique  | Omega Pharma-Quick Step |    | m.t            |
| 10 | Jasper Stuyven    | Belgique  | Trek Factory Racing     |    | m.t            |

### Points attribués
|   | Cycliste         | Pays      | Équipe                 | Points |
| - | ---------------- | --------- | ---------------------- | ------ |
| 1 | Elia Favilli     | Italie    | Lampre-Merida          | 4      |
| 2 | Javier Aramendia | Espagne   | Caja Rural-Seguros RGA | 2      |
| 3 | John Degenkolb   | Allemagne | Giant-Shimano          | 1      |

|   | Cycliste         | Pays     | Équipe                 | Points |
| - | ---------------- | -------- | ---------------------- | ------ |
| 1 | Elia Favilli     | Italie   | Lampre-Merida          | 4      |
| 2 | Javier Aramendia | Espagne  | Caja Rural-Seguros RGA | 2      |
| 3 | Sérgio Paulinho  | Portugal | Tinkoff-Saxo           | 1      |

|    | Cycliste          | Pays      | Équipe                  | Points |
| -- | ----------------- | --------- | ----------------------- | ------ |
| 1  | Nacer Bouhanni    | France    | FDJ.fr                  | 25     |
| 2  | Michael Matthews  | Australie | Orica-GreenEDGE         | 20     |
| 3  | Peter Sagan       | Slovaquie | Cannondale              | 16     |
| 4  | John Degenkolb    | Allemagne | Giant-Shimano           | 14     |
| 5  | Gregory Henderson | Australie | Lotto-Belisol           | 12     |
| 6  | Robert Wagner     | Allemagne | Belkin                  | 10     |
| 7  | Kristian Sbaragli | Italie    | MTN-Qhubeka             | 9      |
| 8  | Roberto Ferrari   | Italie    | Lampre-Merida           | 8      |
| 9  | Tom Boonen        | Belgique  | Omega Pharma-Quick Step | 7      |
| 10 | Jasper Stuyven    | Belgique  | Trek Factory Racing     | 6      |
| 11 | Danilo Wyss       | Suisse    | BMC Racing              | 5      |
| 12 | Sébastien Hinault | France    | IAM                     | 4      |
| 13 | Damiano Caruso    | Italie    | Cannondale              | 3      |
| 14 | Michael Valgren   | Danemark  | Tinkoff-Saxo            | 2      |
| 15 | Geoffrey Soupe    | France    | FDJ.fr                  | 1      |

## Classements à l'issue de l'étape

### Classement général
|    | Cycliste           | Pays        | Équipe          |    | Temps            |
| -- | ------------------ | ----------- | --------------- | -- | ---------------- |
| 1  | Alejandro Valverde | Espagne     | Movistar        | en | 26 h 52 min 20 s |
| 2  | Nairo Quintana     | Colombie    | Movistar        | +  | 15 s             |
| 3  | Alberto Contador   | Espagne     | Tinkoff-Saxo    |    | 18 s             |
| 4  | Christopher Froome | Royaume-Uni | Sky             |    | 20 s             |
| 5  | Esteban Chaves     | Colombie    | Orica-GreenEDGE |    | 41 s             |
| 6  | Joaquim Rodríguez  | Espagne     | Katusha         |    | 45 s             |
| 7  | Robert Gesink      | Pays-Bas    | Belkin          |    | 55 s             |
| 8  | Fabio Aru          | Italie      | Astana          |    | 58 s             |
| 9  | Warren Barguil     | France      | Giant-Shimano   |    | 1 min 02 s       |
| 10 | Wilco Kelderman    | Pays-Bas    | Belkin          |    | 1 min 06 s       |

### Classement par points
|   | Cycliste         | Pays      | Équipe          | Points |
| - | ---------------- | --------- | --------------- | ------ |
| 1 | John Degenkolb   | Allemagne | Giant-Shimano   | 87     |
| 2 | Nacer Bouhanni   | France    | FDJ.fr          | 74     |
| 3 | Michael Matthews | Australie | Orica-GreenEDGE | 71     |

### Classement du meilleur grimpeur
|   | Cycliste           | Pays    | Équipe                 | Points |
| - | ------------------ | ------- | ---------------------- | ------ |
| 1 | Lluís Mas          | Espagne | Caja Rural-Seguros RGA | 18     |
| 2 | Alejandro Valverde | Espagne | Movistar               | 10     |
| 3 | Jérôme Cousin      | France  | Europcar               | 10     |

### Classement du combiné
|   | Cycliste           | Pays        | Équipe   | Points |
| - | ------------------ | ----------- | -------- | ------ |
| 1 | Alejandro Valverde | Espagne     | Movistar | 10     |
| 2 | Christopher Froome | Royaume-Uni | Sky      | 15     |
| 3 | Joaquim Rodríguez  | Espagne     | Katusha  | 28     |

### Classements par équipes
|   | Équipe   | Pays     |    | Temps            |
| - | -------- | -------- | -- | ---------------- |
| 1 | Belkin   | Pays-Bas | en | 80 h 10 min 53 s |
| 2 | Movistar | Espagne  | +  | 45 s             |
| 3 | Katusha  | Russie   |    | 2 min 28 s       |

## Abandon
Aucun.